# Жената в червено
Жената в червено (на английски: The Woman in Red) е американска драма, романтичен филм от 1984 година, на режисьора Джийн Уайлдър. Участват Джийн Уайлдър, Чарлз Гродин и Кели Леброк. Филмът е римейк на френския филм от 1975 г. „И слоновете биват неверни“.

## Сюжет
Теди Пиърс е щастливо женен мъж, в чийто живот обаче настъпва пълна бъркотия, когато хлътва по красива манекенка. Започва упорито да преследва „жената в червено“, насърчаван от приятелите си – всичките женени и всички до един изневеряващи на съпругите си. Опитите на Теди да свали манекенката, без семейството му да разбере, го поставят в редица комични ситуации. Положението се обърква още повече, когато една колежка се влюбва в него и на свой ред започва упорито да го ухажва.

## В ролите
| Изпълнител       | Роля        |
| ---------------- | ----------- |
| Джийн Уайлдър    | Теди Пиърс  |
| Чарлз Гродин     | Бъди        |
| Кели Леброк      | Шарлът      |
| Джоузеф Болоня   | Джо         |
| Гилда Раднър     | Г-жа Милнър |
| Джудит Айви      | Диди Пиърс  |
| Майкъл Зорек     | Шели        |
| Майкъл Хъдлестън | Майкъл      |
| Артър Бейли      | Джоко       |